# Programa GLOBE
O programa global de aprendizagem e observações para beneficiar o meio ambiente (GLOBE) é um programa mundial de Ciências e educação focado no meio ambiente, agora ativo em mais de 120 países em todo o mundo Ele trabalha para promover o ensino e aprendizagem da ciência, melhorar a alfabetização e gestão ambientais, e promover a descoberta científica. Estudantes e professores realizam pesquisas em colaboração com cientistas de inúmeras agências internacionais, e seu trabalho é tornado acessível através do site da GLOBE.

## Contexto
O Programa GLOBE procura ensinar aos alunos habilidades experimentais usando experimentos e equipamentos reais. Alunos, professores e cientistas colaboram em uma rede única de aprendizado global.
O programa é abrigado pela Corporação Universitária para Pesquisa Atmosférica (UCAR) em Boulder, Colorado, e patrocinado pela NASA (Administração Nacional de Aeronáutica e Espaço ), NOAA (Administração Nacional Oceânica e Atmosférica ) e pela Fundação Nacional da Ciência, através de um acordo inter-agências assinado em 1998. O Departamento de Estado dos EUA apóia o trabalho do Programa GLOBE no âmbito internacional (ver, por exemplo, o acordo com o México ); muitas outras organizações apoiam o Programa GLOBE nos EUA e em todo o mundo.

## Missão
A Missão do Programa GLOBE é promover o ensino e o aprendizado da ciência, aprimorar a alfabetização e a administração ambientais e promover descobertas científicas.
Objetivos específicos incluem:
- Melhorar o desempenho dos alunos em todo o currículo com foco na pesquisa estudantil em ciências ambientais e do sistema terrestre;
- Aumentar a conscientização e apoiar atividades de indivíduos em todo o mundo para beneficiar o meio ambiente;
- Contribuir para a compreensão científica da Terra como um sistema;
- Conectar e inspirar a próxima geração global de cientistas; e
- Tirar mentes jovens para o lado de fora para explorar coisas novas.

## História
- 1995 - O Programa GLOBE lançado pelo ex-vice-presidente dos EUA Al Gore no Dia da Terra, 22 de abril[8]
- 1997: Conferência GLOBE de professores realizada nos EUA
- 1998: 1ª Expedição de Aprendizado do GLOBE (GLE) realizada na Finlândia
- 2000: 2ª GLE realizada nos EUA
- 2003: 53 protocolos através da atmosfera, biosfera, hidrosfera e solo (pedosfera)
- 2003: 3ª GLE realizada na Croácia
- 2003: A NASA selecionou a Corporação Universitária para Pesquisa Atmosférica (UCAR), para operar o Escritório do Programa GLOBE
- 2005: Dia da Terra; GLOBE comemora seu décimo aniversário com 15.000 escolas em 106 países
- 2008: 4º GLE realizado na África do Sul
- 2009: 20 milhões de dados no banco de dados global
- 2011 - Lançamento da Campanha de Pesquisa Climática Estudantil[9]
- 2014: 1ª campanha regional de pesquisa de aerossóis estudantis liderada pela Europa e Eurásia; Medição Global de Precipitação (GPM) e Passivo Ativo de Umidade do Solo (SMAP), campanhas de pesquisa estudantil com a NASA lançadas
- 2014: 5º GLE realizado na Índia
- 2014: NASA selecionou a Corporação Universitária para Pesquisa Atmosférica (UCAR) para operar o Escritório de Implementação do GLOBE
- 2015: Dia da Terra, o GLOBE comemora seu 20º aniversário; O GLOBE lança um novo aplicativo de entrada de dados para escolas, um site aprimorado e um guia atualizado do professor; 51 protocolos no Programa; 128 milhões de entradas de dados no banco de dados internacional
- 2016: GLOBE fornece eTraining on-line; sedia a Feira Internacional de Ciências Virtual e seis feiras de ciências regionais dos EUA e várias campanhas científicas de estudantes
- 2017: Os dados alcançam mais de 140 milhões de medições; Simpósio Virtual Internacional de Ciência aumenta em número de projetos apresentados e representação mundial, e novo protocolo de mosquitos
- 2018: 6º GLE realizado na Irlanda

## Atividades para aprendizado
O Programa GLOBE oferece a oportunidade para que os alunos aprendam tomando medições cientificamente válidas nos campos da atmosfera, hidrologia, solos, cobertura do solo e fenologia, dependendo de seus currículos locais. Os alunos relatam seus dados através da Internet, criam mapas e gráficos para analisar conjuntos de dados e colaboram com cientistas e outros estudantes do GLOBE em todo o mundo. Todos os dados e observações do GLOBE estão no domínio público.

## Contribuição por cientistas
Os membros da comunidade científica internacional estão envolvidos na concepção e implementação do Programa GLOBE. Os cientistas estão envolvidos em ajudar a selecionar as medições ambientais da GLOBE, desenvolvendo procedimentos de medição e garantindo o controle de qualidade geral dos dados. Isso é importante para garantir que outros cientistas confiem nesses resultados e suas descobertas. Seu suporte e orientação contínuos ajudam a garantir que as medições ambientais da GLOBE contribuam significativamente para o banco de dados ambiental global.